# Лингер (футбольный клуб)
«Лингер» — сенегальский футбольный клуб из города Сен-Луи. Выступает в Премьер-Лиге Сенегала. Основан в 1969 году. Домашние матчи проводит на стадионе Стад Лингер, вмещающем 8 000 зрителей.

## Достижения
- Премьер-Лига Сенегала: 1

2009
- Кубок Сенегала: 4

1971, 1988, 1990, 2007

## Участие в африканских кубках
- Лига чемпионов КАФ: 1

2010
- Кубок Конфедерации КАФ: 1

2008 — Первый раунд
- Кубок КАФ: 1

1997 — Первый раунд
- Кубок обладателей кубков КАФ: 2

1989 — Первый раунд
1991 — Первый раунд